# Közönséges fügekaktusz
A közönséges fügekaktusz (Opuntia ficus-indica) a kaktuszfélék fügekaktusz (Opuntia) nemzetségének legelterjedtebb tagja. Mexikóban őshonos, és csapadékban szegény, fagymentes területeken világszerte meghonosodott. Első tudományos leírását Pietro Andrea Mattioli (latinosított névváltozatában: Petrus Andreas Matthilous; 1500. márc. 23. Siena – 1577. jan./febr. Trento) sienai orvos állította össze — olaszul 1544-ben, majd latinul „Di Pedacio Dioscoride Anazarbeo libri cinquie” címmel megjelent füvészkönyvében, 1554-ben.

## Megjelenése, felépítése

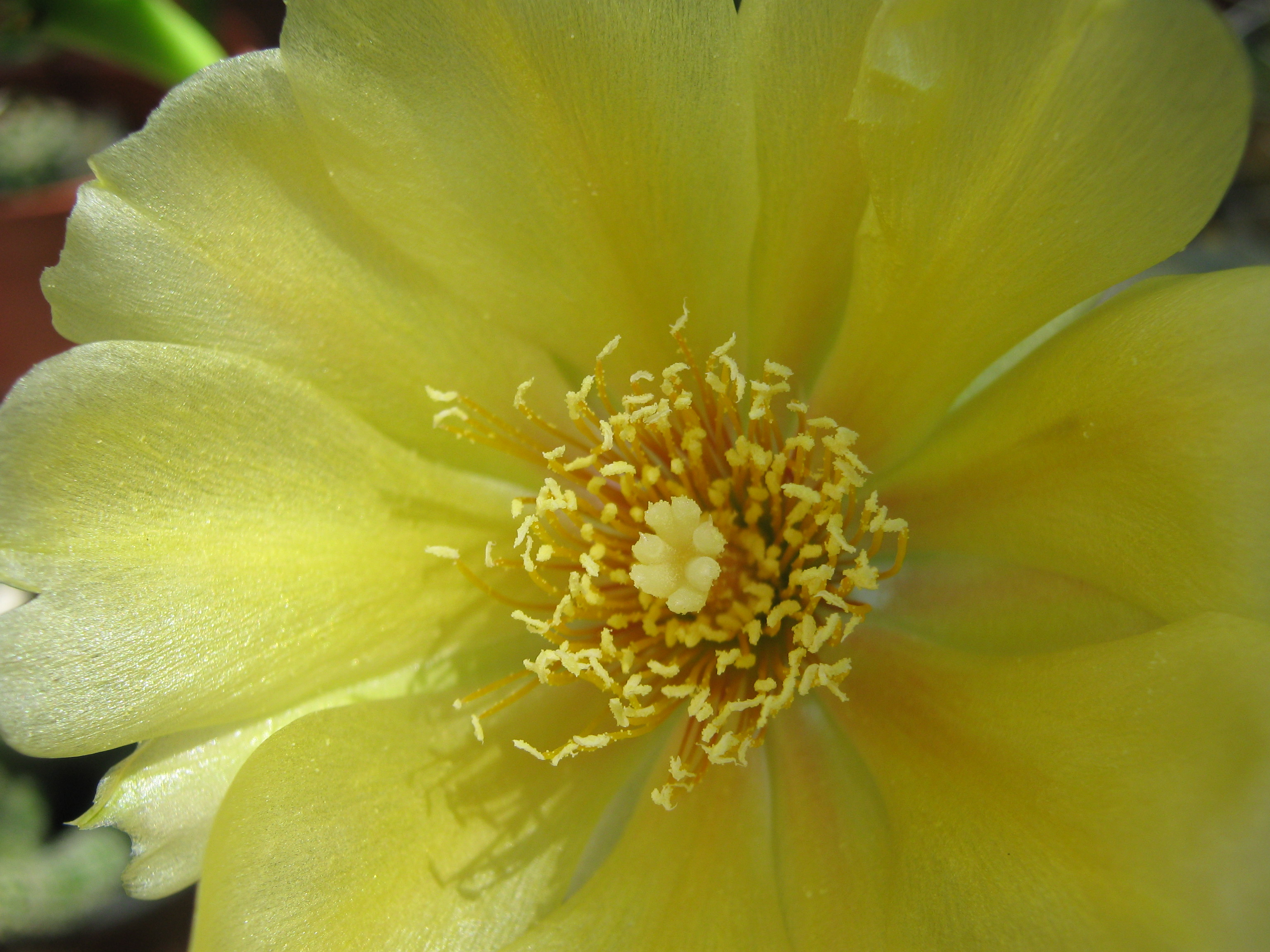
A fügekaktusz virága közelről

Elliptikus-korong alakú, legfeljebb 50 cm hosszú és 20 cm széles, pozsgás szártagjaival terebélyesen elágazó, 5 m magas bokorrá nőhet. A szártagokon szemölcs alakú képződmények találhatók, és azokból sok vékonyka, szúrós horgasszőr (glochida) nő. A termesztett fajták között tövis nélkülire nemesítettek is vannak, míg mások a glochidacsoportokon 1-2 kis, halványsárga vagy fehér levéltövist hordoznak.
Virágai sárgák. A virágtengely megporzás után tojásdad alakú vagy elliptikus, 5–10 cm hosszú és legfeljebb 6 cm széles, kívül-belül zöldessárga vagy narancs-, illetve borvörös bogyóvá duzzad, amely gömbölyű, besüllyedt termésköldökben végződik. Vékony héja sima, és miként a steril szártagokat, glochida-csoportok és gyakran tövisek borítják. A leves, kb. 1 cm vastag terméshús számos feketés magot vesz körül, amelyeket üveges, zöldes vagy vöröses, bő levű, lágy-húsos vagy kocsonyaszerű pulpa vesz körül. A mintegy 5 mm x 3,5 mm-es magok lapított tojás alakúak.

## Felhasználása
Érett terméseit rendszerint nyersen, gyümölcsként eszik, az édes vagy édeskésen savanyú terméshúst és a pulpát a magokkal együtt kikanalazzák. A termés oxalát-kristályokat tartalmaz, és ezek enyhén égető érzést okoznak a nyelven. A terméshúst kandírozzák is, és dzsemet készítenek belőle. A szúrós serték és tövisek óvatosságra intenek. A pozsgás hajtásokat a tövisek eltávolítása után főzve, zöldségként fogyasztják. A növényt gyakran ültetik élő sövénynek. A fajon parazitaként él a bíbortetű vagy Cochenille-tetű (Dactylopius coccus, régebben Coccus cacti), amelyet vörös festékanyagként a kozmetikai iparban dolgoznak fel.
Ivartalan úton, dugvánnyal szaporítják, és megfelelő klímán könnyen elvadul. A terméseket vadon élő és ültetett fügekaktuszokról takarítják be; exporttermelésre és bíbortetű tenyésztésre nagyobb ültetvényeket hoztak létre. A kaktuszfügét röviddel az érés előtt vagy érett állapotban takarítják be; nyomásra érzékeny, csak kis ideig tárolható, és szobahőmérsékleten utóérik.

## Képek

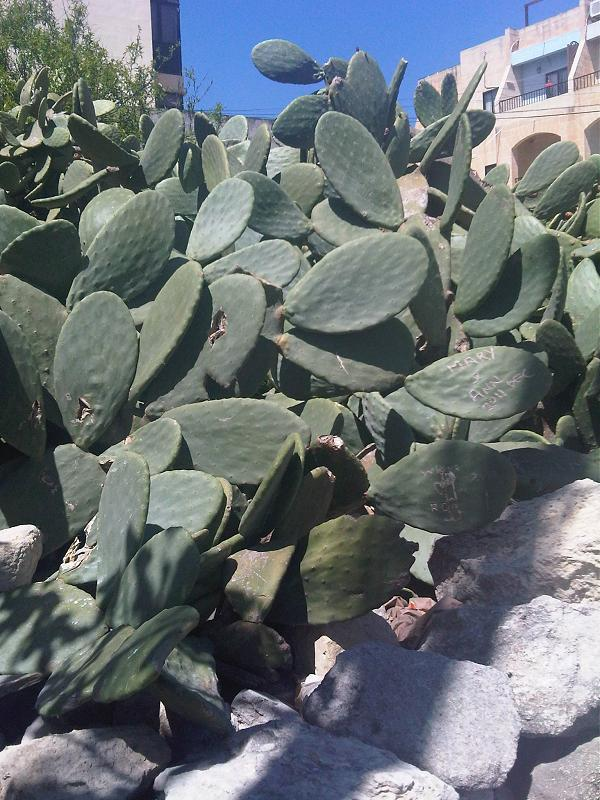
telepe Máltán
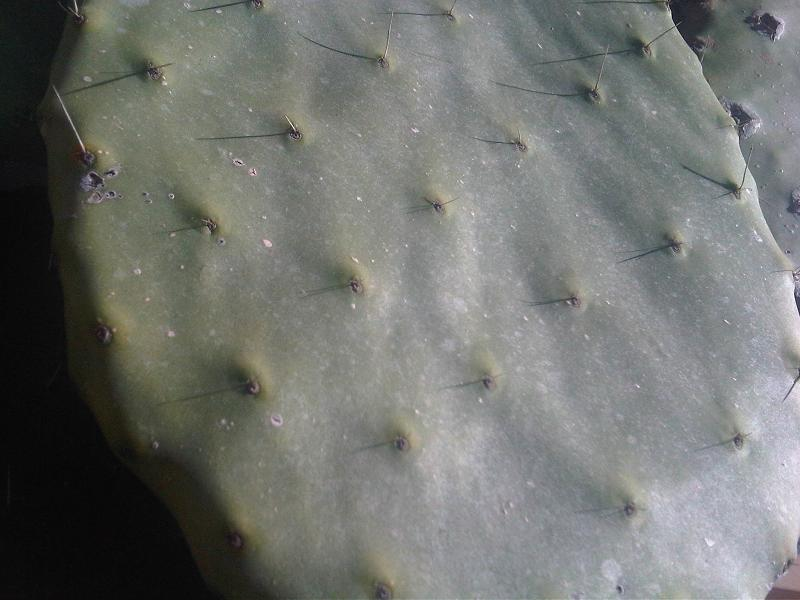
hajtása közelről
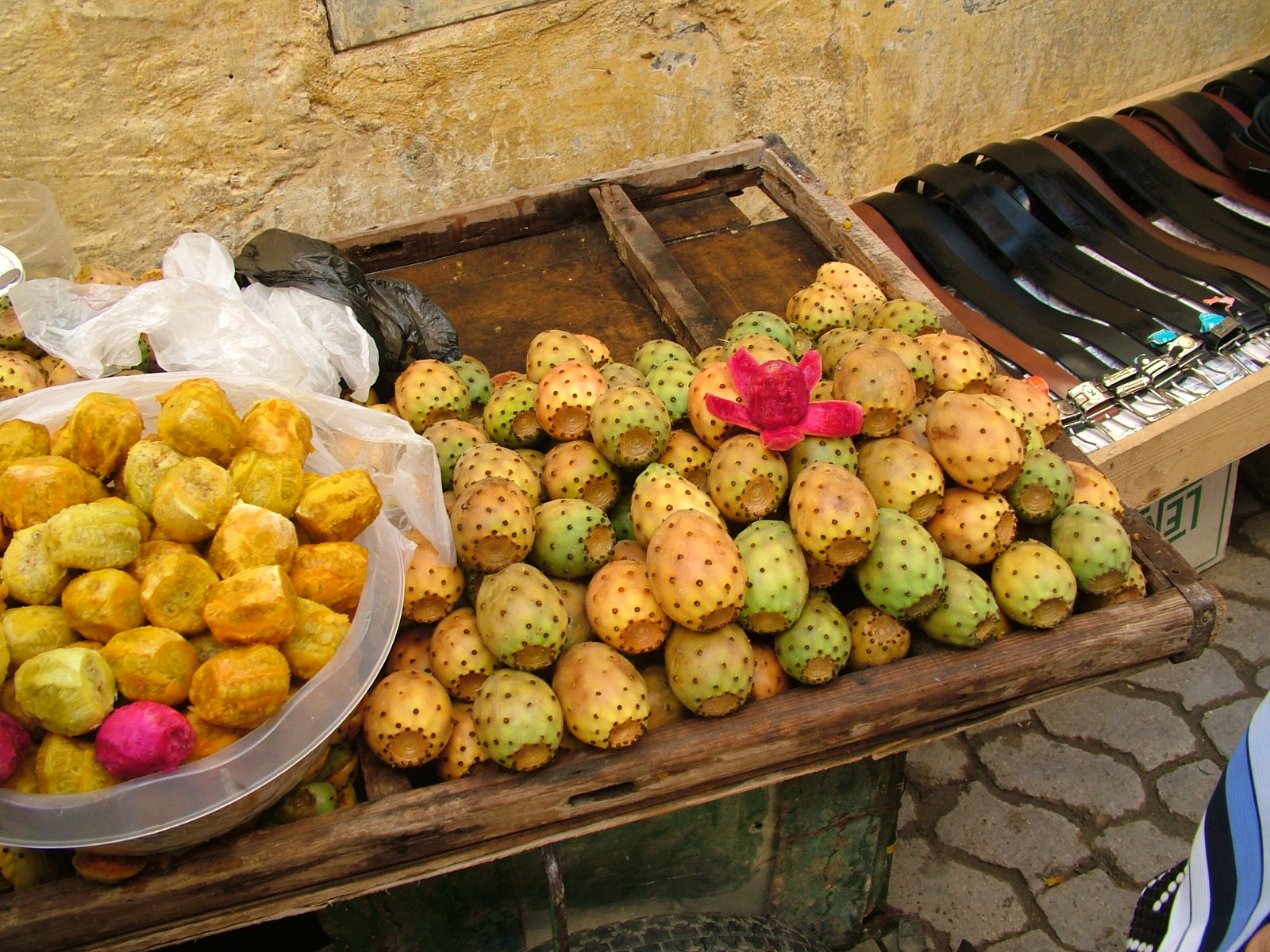
a termése